# Вича
Ви́ча (інша назва — Віча) — річка в Українських Карпатах, у межах Мукачівського району Закарпатської області. Ліва притока Латориці (басейн Дунаю).

## Опис
Довжина річки 39 км, площа басейну 352 км². Похил річки 20 м/км. Долина V-подібна, на окремих ділянках має вигляд ущелини, зокрема від південно-західної околиці смт Воловця до села Сасівки. Ширина долини 60—100 м, в ущелинах 30—50 м, біля гирла 500 м. У районі села Гукливого і смт Воловця річка перетинає Воловецьку верховину, тому тут прирічкова долина широка. Річище Вичі слабозвивисте, чимало порожистих ділянок, є острови, на окремих ділянках укріплене. Ширина річища 15—30 м, найбільша 44 м.

## Розташування
Вича бере початок на південних схилах Вододільного хребта, на північ від села Скотарського, неподалік від Воловецького перевалу. Тече на південний захід/південь, в селі Неліпино (неподалік від міста Сваляви) впадає в Латорицю.

## Екологічний стан
Екологічний стан Вічі незадовільний, оскільки вздовж неї майже від витоків до гирла проходить залізниця з доволі інтенсивним рухом поїздів. Крім того у верхній та середній течії на берегах річки розташовані населені пункти: смт Воловець і села Гукливий та Скотарське.

## Основні притоки
- Великий Звор, Оса, Ждимир (ліві).

## Цікаві факти
- Вича становить західну межу гірського масиву Полонина Боржава. Вона — одна з небагатьох закарпатських річок, які перетинають Полонинський хребет, розчленовуючи його на окремі масиви.
- На потоці Оса (ліва притока Вічі) розташований заказник Потік Оса, в якому взято під охорону декілька видів тварин, занесених до Червоної книги України.